# Gillis Bildt

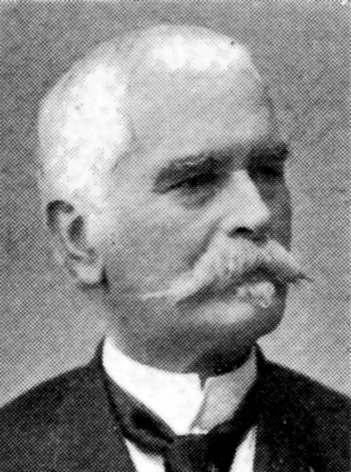
Gillis Bildt

Freiherr Didrik Anders Gillis Bildt (* 16. Oktober 1820 in Göteborg; † 22. Oktober 1894 in Stockholm) war ein schwedischer Generalleutnant, Diplomat, Politiker und Ministerpräsident.

## Familie und militärische Laufbahn
Der Sohn eines Oberstleutnants schlug ebenfalls eine militärische Laufbahn ein. Zunächst absolvierte er die Militärakademie im Schloss Karlberg (Militärhögskolan Karlberg). Anschließend trat er 1837 als Offiziersaspirant in das Artillerieregiment von Götaland ein. 1842 beendete er seine Ausbildung zum Offizier und zog die Aufmerksamkeit des Kronprinzen Oskar auf sich. Nach seiner Graduierung war er auch für einige Jahre Tutor für Mathematik. Noch als Leutnant wurde er 1851 Adjutant von König Oskar I. Dieses führte in den folgenden Jahren zu seinen raschen Beförderungen zum Major und Chef eines Artilleriestabes 1854, Oberstleutnant 1856 sowie zum Oberst 1858.
Nach dem Tod Oskars I. wurde er vom Nachfolger Karl XV. 1859 zum Generalmajor und zum Ersten Aide-de-camp befördert. Für seine Verdienste wurde er 1864 zum Freiherr geadelt. 1875 wurde er Generalleutnant.
Sein Ururenkel ist der Politiker, ehemalige schwedische Ministerpräsident und Außenminister Carl Bildt.

## Politische Laufbahn

### Abgeordneter
Bildt begann seine politische Laufbahn 1847 mit der Wahl zum Abgeordneten des Adelshauses im Ständereichstag. Diesem gehörte er zunächst bis 1867 an. Während dieser Zeit war er Vertreter der konservativen Adelspartei (Junkerpartiet), die eine Freihandelspolitik forderte. Andererseits setzte sich auch für soziale Angelegenheiten wie die Krankenpflege und die schulische Ausbildung von Frauen ein.
Als Oberhausmitglied war er von 1848 bis 1860 Berichterstatter im Hauptausschuss (Statsutskottet). 1863 war er ein starker Befürworter der Wahlrechtsreform von Louis De Geer d. Ä. und der Einführung eines allgemeinen Wahlrechts. Als solcher hatte er maßgeblichen Anteil an der Auflösung des Ständereichstages zugunsten eines Zwei-Kammer-Reichstages. Seine Unterstützung ging sogar so weit, dass er Truppen in Reserve hielt, um bei einer eventuellen Ablehnung der Reform Recht und Ordnung in Stockholm aufrechtzuhalten.
Nach der Parlamentsreform von 1867 war er bis 1874 Mitglied der Ersten Kammer des Reichstages. Hier wurde er mit den meisten Stimmen zum Mitglied im ersten Satzungsausschuss gewählt. Später saß er auch im Verteidigungsausschuss.
Von 1887 bis zu seinem Tod war er erneut Mitglied der Ersten Kammer. Diese Wiederernennung durch die protektionistischen Abgeordneten erfolgte jedoch gegen den Wunsch von Oskar II., da dieser keinen engen Freund der königlichen Familie mit Parteipolitik und einer Gegnerschaft zur amtierenden Regierung mit ihrer Pro-Freihandelspolitik konfrontiert sehen wollte. Bildt versprach daraufhin dem König, parteipolitisch unabhängig zu bleiben. Tatsächlich nahm er jedoch an Treffen mit der protektionistischen Fraktion im Oberhaus teil, wobei er jedoch einen moderaten Protektionismus vertrat.

### Regierungspräsident
Neben seiner militärischen Laufbahn und seiner Abgeordnetentätigkeit übernahm er Ämter innerhalb der Staatsverwaltung. Von 1858 bis 1862 war er zuerst Regierungspräsident und Militärbefehlshaber der Provinz Gotland und danach von 1862 bis 1874 der Provinz Stockholm. Während dieser Amtszeit setzte er sich für den Ausbau des Eisenbahnnetzes ein, wobei er dabei besonders die militärische und wirtschaftliche Bedeutung für Stockholm förderte. Hierfür erhielt er weite Unterstützung durch den Reichstag, den Stadtrat von Stockholm, die Stockholmer Börse, aber auch durch die Bürgerschaft. Daneben war er Anteilseigner und Vorstandsmitglied der Gesellschaft, die eine Eisenbahnlinie zwischen Stockholm und den Bergwerken von Västmanland betreiben wollte.

### Botschafter in Berlin
1874 wurde er zum schwedischen Botschafter im Deutschen Reich ernannt. In diesem Amt, das er bis 1886 bekleidete, stärkte er die Verbindungen zwischen Schweden und dem jungen deutschen Nationalstaat. Insbesondere wurden bilaterale Abkommen über Post, Telegraphie, Auslieferung und Seeleute geschlossen. Zugleich konnte er in Deutschland die protektionistische Politik Otto von Bismarcks verfolgen, insbesondere im Bereich der Landwirtschaft.
Nach seiner Rückkehr aus Deutschland wurde er 1886 als Reichsmarschall Leiter des Königlichen Hofes. Dieses Amt übte er bis zu seinem Tode aus.

### Ministerpräsident 1888–1889
Zur gleichen Zeit gründete sich in Schweden nach dem Preisverfall für Getreide die Protektionistische Partei. Sie verlangte Schutzzölle zur Stützung der einheimischen Landwirte, was die am Freihandel orientierte Regierung Robert Themptander (1884–88) abgelehnt wurde. Als im März 1887 die Mehrheit der Zweiten Kammer Getreide- und Schutzzölle beschloss, löste Themptander den Reichstag auf und erzielte in der folgenden Neuwahl eine Mehrheit, die den Freihandel stützte.
Diese verminderte sich aber bei der Reichstagswahl im Herbst 1887, zumal das Oberste Gericht die Wahl der 22 freihändlerischen Vertreter Stockholms wegen eines Formfehlers für ungültig und die Vertreter der Schutzzollpolitik für gewählt erklärte. Auch in der Ersten Kammer wuchs die Zahl der Anhänger von Getreidezöllen. Daher demissionierte das Ministerium Themptander nach Eröffnung des neuen Reichstags im Januar 1888. Der König beauftragte angesichts der noch nicht endgültig entschiedenen Haltung der Mehrheit der beiden Kammern Gillis Bildt damit, ein gemäßigt schutzzöllnerisches Kabinett zusammenzustellen, was ihm am 6. Februar 1888 gelang. Wegen seiner aus erster Hand in Deutschland gewonnenen Erfahrungen mit dem Protektionismus zugunsten der Landwirtschaft, nicht zuletzt aber wegen seiner eigenen Sympathien für den Schutz heimischer Produkte, war Bildt somit ein idealer Nachfolger Themptanders, nachdem der frühere Sprecher der Reichstagskammern, Erzbischof Anton Niklas Sundberg, die Übernahme des Amtes abgelehnt hatte.
Das Kabinett Bildt, dem je zur Hälfte Befürworter des Freihandels und des Protektionismus angehörten, erhöhte bald die Preise für Nahrungsmittel und Werkzeuge, während die Einnahmen aus den Schutzzöllen zum Abbau der Staatsverschuldung, zum Bau von Eisenbahnlinien und zur Rüstung verwendet wurden.
Am 12. Oktober 1889 trat Gillis Bildt als Ministerpräsident zurück.